# Nicolás Reynés Berezaluce
Nicolás Reynés Berazaluce (1931 - 1992), nacido en el estado mexicano de Tabasco, fue diputado federal a la LIII Legislatura de 1985 a 1988. Fue vicepresidente y presidente del Senado de la República y delegado del Partido Revolucionario Institucional en varias entidades federativas. 
En 1976 fue elegido senador suplente en segunda fórmula por el estado de Tabasco, siendo senador propietario el poeta Carlos Pellicer Cámara. Pellicer falleció el 16 de febrero de 1977, por lo que Reynés fue llamado a asumir la curul del Senado, protestando el cargo el 20 de septiembre de ese mismo año.
Ocupó los cargos de senador de la república por el estado de Tabasco; jefe de la Oficina de Regularización de Extranjeros de la Secretaría de Gobernación; secretario particular del gobernador de Tabasco; subdirector de Averiguaciones Previas de la PGJDF; y delegado político en Xochimilco.
Falleció en 1992 en medio de su carrera política.